# Reliant

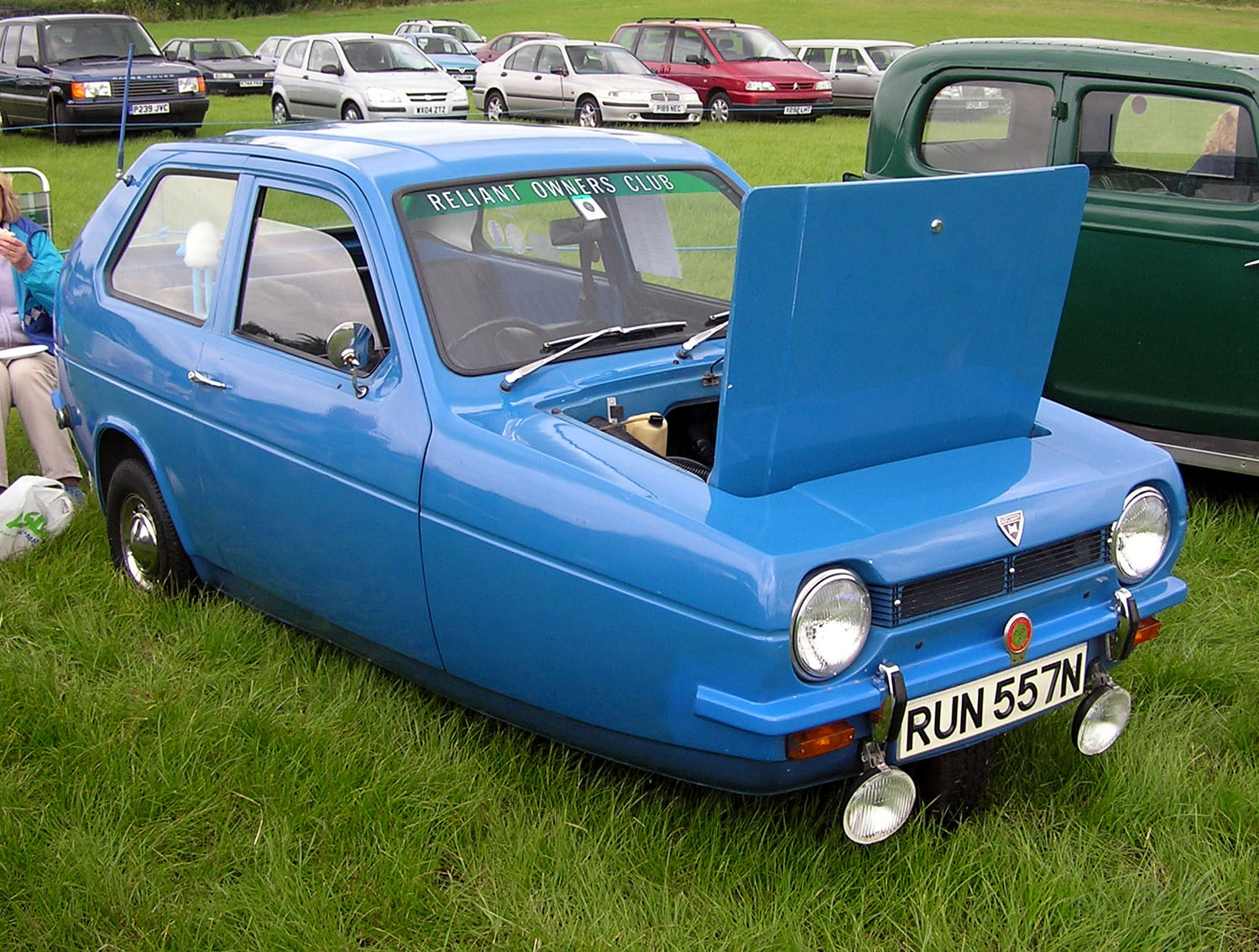
Reliant Robin

Reliant Motor Company var en brittisk fordonstillverkare i Tamworth. Reliant blev känt för sin tillverkning av trehjuliga fordon och sportbilar men tillverkade flera olika typer av fordon. Bolaget tillverkade cirka en halv miljon fordon. Bolaget grundades 1935 och tillverkningen lades ned 2001.

## Historik
Reliant bildades när Raleigh Bicycle Company lade ner sin tillverkning av motorfordon och fabrikschefen Tom Williams och hans kollega Ewart (Tommo) Thompson ville fortsatte en produktion. De återstartade produktionen av en trehjulig distributionsbil i Tamworth. Prototypen registrerades 1935 och kan liknas vid en motorcykel som fått en lådkaross. Verksamheten flyttade till en nedlagd bussdepå på Watling Street i Fazeley. Den 3 juni 1935 levererades den första Reliant.
Den första fyrcylindriga Reliant levererades 1938. Motorn levererades från Austin som efter att de lade ned tillverkningen sålde rättigheterna och verktygen till Reliant. Under andra världskriget levererade företaget delar till krigsindustrin. Efter krigsslutet fortsatte utvecklingen av trehjuliga fordon. Ökande pris på aluminium ledde till att bolaget började tillverka sina karosser i glasfiber.

### Reliant Regal

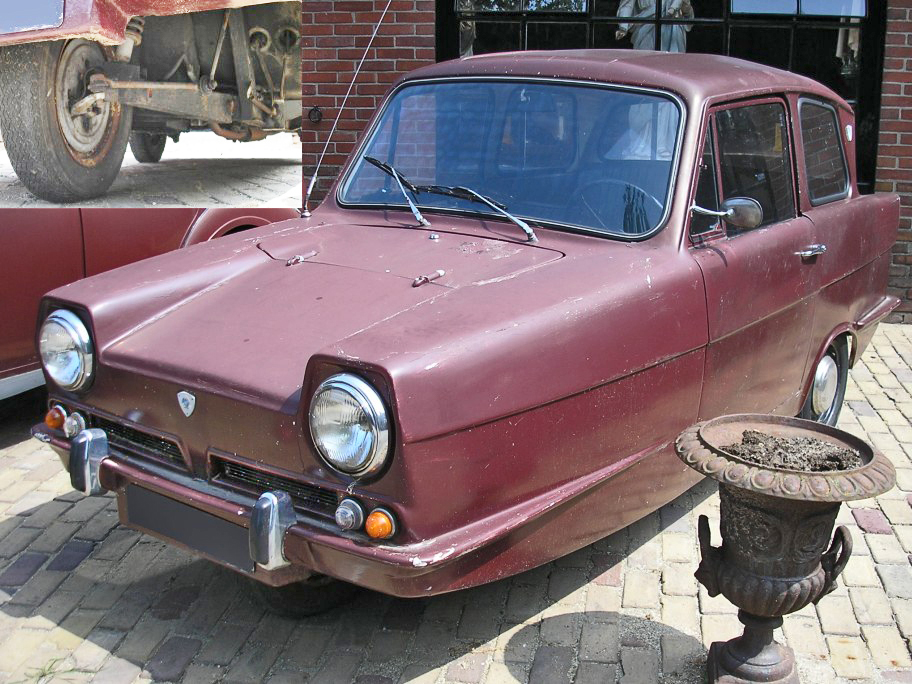
Reliant Regal 1973

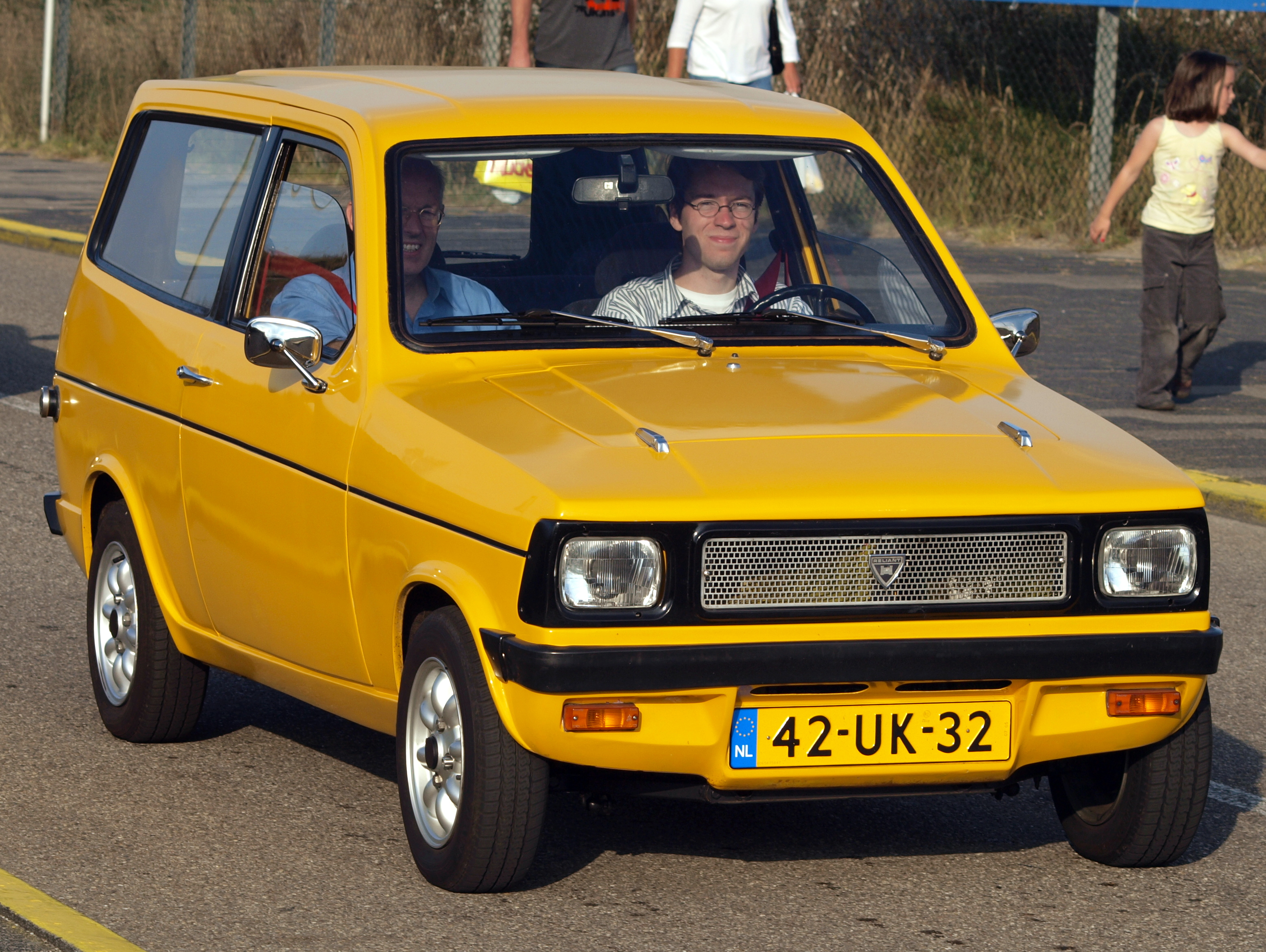
Reliant Kitten.

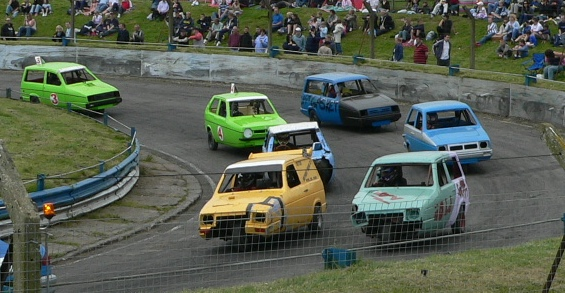
Reliant Robins på tävlingsbanan

Serieproduktionen av Reliant Regal inleddes inte förrän 1953. Reliant Regal visades första gången på Cycle and Motor Show 1951. Karossen var i cabrioletutförande och gjord av aluminium på en ram av trä, i sin tur på en stålrörsram. Den rymde två vuxna och två barn. Motorn var av egen tillverkning, baserad på Austin Seven, och var på 747 cc och 16 hk. Den satt bakom det ensamma framhjulet och stack in en smula i kupèn. Bakhjulen drevs via en kardanaxel och en differential på den stela bakaxeln, som var upphängd i bladfjädrar. Toppfarten angavs till över 100 km/h. Försäljningen gick bra och under årens lopp gjordes många förändringar och förbättringar. 1956 fick vagnen en ny kaross i glasfiberarmerad plast, fortfarande förstärkt med trä. Karossen ändrades ytterligare 1959. Nu fick den en bagagelucka och plats för en hel del bagage. Inuti hade den också växt, så att fyra vuxna nu fick plats.
1963 kom en helt omarbetad version av Regal, 3/25 (3 hjul/25 hk). Motorn var en nykonstruerad 598 cc fyrcylindrig (vattenkyld) radmotor. Den var av aluminium, och hade toppventiler, till skillnad från föregångarens sidventiler. Toppfarten hade ökat till 110 km/tim. Den nya karossen hade bland annat en bakruta, som lutade inåt, i likhet med Ford Anglia. Efter en tid kom även en kombimodell.
1964 släpptes Rebel, en fyrhjulig småbil, med samma motor och en modern självbärande kaross i glasfiberarmerad plast. Man hade nu kommit långt ifrån efterkrigstidens enkla fordon. Alla modeller fick 1968 större motor, nu på 700 cc och 31 hk. Reliant Regal tillverkades till 1973. Efter Regal har Reliant släppt flera olika modeller, till exempel Robin (1973) och Rialto (1981), alla med 848 cc motor på 40 hk. (Från 1975)
På 1960-talet tillverkade Reliant även fyrhjuliga bilar som sportbilarna Reliant Scimitar och Reliant Sabre. Den baserades på Regal men hade bland annat fjädring från Triumph Herald och styrning från Austin Seven. På samma sätt kom Reliant Kitten att bli en fyrhjulig version av Reliant Robin på 1970-talet. Kitten var däremot i mycket högre utsträckning en Robin där bara fronten var annorlunda. Reliant Kitten lades ned 1982 och rättigheterna såldes till Sipani Automobiles i Indien som sålde modellen under namnet Sipani Dolphin.
1969 köpte Reliant Bond Cars som gått i konkurs. Reliant kom att använda namnet Bond på modellen Bond Bug som var tänkt att kallas Reliant Rouge. Modellen formgavs av Tom Karen på Ogle Design. Modellen tillverkades vid Bond-fabriken i Preston men när den lades ned flyttades tillverkningen till Tamworth.

### Reliant Robin
1973 lanserades Reliant Robin. 1973 ökades motorns cylindervolym till 750cc och 32 hk. Den satt även i Bond Bug, som trots namnet tillverkades av Reliant. Reliant var 1981 näst största brittiskägda biltillverkare i Storbritannien efter British Leyland, sedan det mesta av brittisk bilindustri hamnat i utländska händer. Man tillverkade mer än 20 000 bilar per år, både tre- och fyrhjuliga.
1998 lades tillverkningen i Tamworth ned och 1999 flyttade verksamheten till nya lokaler i Burntwood. 1999 presenterades en ny Reliant Robin. 2000 beslutades om att lägga ned tillverkningen vilket skedde 2001. Reliant Cars flyttade sedan sin verksamhet till Cannok. B&N Plastics kungjorde att de skulle tillverka Reliant Robin på licens. På grund av olika produktionsproblem lades tillverkningen ned 2002.

## Reliant i Sverige
Det har importerats enstaka exemplar till Sverige. Att de är så få, beror bland annat på att dessa bilar var för tunga för att registreras som motorcyklar här. De vägde strax under 450 kg, vilket är viktgränsen i England. I Sverige är övre viktgränsen för tung motorcykel 400 kg. Detta försökte man lösa genom att banta bilen. Så till exempel minskades bensintankens volym, reservhjul och verktyg med mera togs bort, för att klara invägningen. 
Om detta inte lyckades, återstod att registrera fordonet som bil, vilket innebar att fördelarna med lägre skatt, mc-körkort och på den tiden lägre motorcykelförsäkring föll bort.

## Modeller

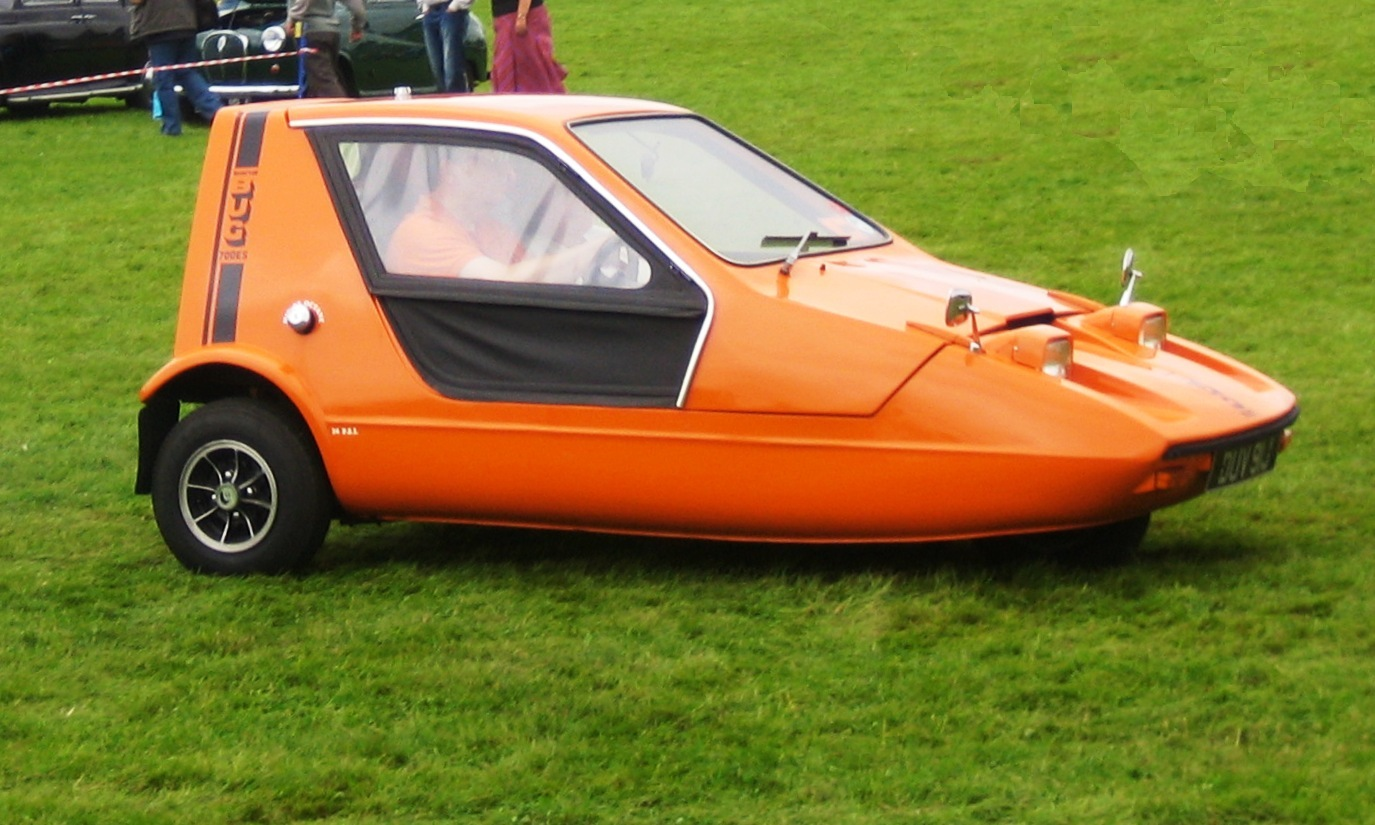
Bond Bug

- Reliant Regal
- Reliant Robin
- Reliant Kitten
- Bond Bug
- Reliant Rialto

## Kuriosa
Mr Bean, Rowan Atkinsons något drumlige rollkaraktär, stöter ofta på en Reliant. På grund av Mr Beans hänsynslösa körning välter undantagslöst denna Reliant, vilket i viss mån var ett kännetecken för denna bil.